# Ordinul Cavalerilor Teutoni
| Ordinul Cavalerilor Teutoni                                                   | Ordinul Cavalerilor Teutoni |
| ----------------------------------------------------------------------------- | --- |
| Blazonul cavalerilor teutoni reprezentat de un scut marcat cu o cruce neagră. | |
| Blazon                                                                        | |
| Nume oficial                                                                  | Ordo domus Sanctae Mariae Theutonicorum Ierosolimitanorum (latină) Deutscher Orden sau Haus der Ritter des Hospitals Sankt Marien der Deutschen zu Jerusalem (germană) |
| Nume popular                                                                  | Cavalerii teutoni |
| Fondator                                                                      | Doi comercianți peregrini, Ierusalim |
| Data înființării                                                              | cca. 1099 |
| Apartenența                                                                   | Biserica Catolică |
| Sigla                                                                         | OT |
| Deviza                                                                        | Helfen, Wehren, Heilen (i.e., Ajută, apară, vindecă) |
| Statut canonic                                                                | Ordin cavaleresc de tip militar (actualmente spitalicesc) |
| Vestimentație                                                                 | Veșminte albe cu cruce neagră |
| Ramura femenină/masculină                                                     | Surorile casei germane a Sf. Marii în Ierusalim |
| Sit oficial                                                                   | http://www.deutscher-orden.at |
| Ordine religioase                                                             | |

Ordinul Cavalerilor Teutoni (în latină Ordo Teutonicus, acronim OT, în germană Deutscher Orden, Deutschritterorden sau Deutsche Ritter) este un ordin religios german catolic, fost militar de asemenea, format la sfârșitul secolului al XII-lea la Acra, în Palestina. În Evul Mediu, ordinul era unul religios-militar cruciat. Cavalerii teutoni purtau veșminte albe prevăzute cu o cruce neagră. Astfel, ordinul cavalerilor teutoni (sau ordinul teutonic) a fost unul dintre cele mai importante ordine cavalerești-militare care au participat în cruciade de-a lungul timpului. În același timp, ordinul a avut o extindere teritorială însemnată în Europa Centrală, de Nord (în special în jurul Mării Baltice, în Estonia de astăzi) și de Est ca Statul monastic al Cavalerilor Teutoni (germană Ordensstaat) cu capitala la Königsberg (actualul Kaliningrad) în decursul Evului Mediu târziu. În timpul Evului Mediu Clasic (germană Hochmittelalter), ordinul cavalerilor teutoni a atras coloniști germani care s-au stabilit pe cuprinsul țărilor baltice contemporane (i.e., Estonia și Letonia), aceștia devenind cunoscuți în timp ca germani baltici (germană Deutsch-Balten), punând bazele multor sate și orașe cenzitare.
Pe teritoriul de astăzi al  României, cavalerii teutoni au avut o prezență considerabilă, strategică și importantă în Evul Mediu în Transilvania, mai precis în Țara Bârsei (germană Burzenland), precum și în nordul Principatului Moldovei, ulterior sudul Bucovinei (județul Suceava), aproape de orașul Siret, unde au construit o cetate, ulterior distrusă de tătari în 1241. De asemenea, conform unor cercetători, cavalerii teutoni au mai construit o cetate și la sud de Carpați, în Țara Românească, mai precis Cetatea Oratea (germană Königstein), ale cărei ruine se mai poate vedea și astăzi în județul Argeș. Totodată, conform unor cercetători și istorici români (de ex. Bogdan Petriceicu Hasdeu), este foarte posibil ca ordinul cavalerilor teutoni să fi fost prezenți și la Târgu Neamț în trecut, foarte posibil construind Cetatea Neamț. Cea mai importantă fortăreață ridicată de cavalerii teutoni este Castelul Malbork din nordul  Poloniei, situat în proximitatea Mării Baltice și a orașului Gdańsk, clădit după modelul lor în stil Ordensburg⁠(en)[traduceți], de castel de ordin monastico-cavaleresc. Imnul cavalerilor teutoni este Christ ist erstanden ("Hristos a înviat"). Din 1834 până în prezent, ordinul a devenit unul spitalicesc, având un rol mai degrabă simbolic.

## În Țara Bârsei (1211-1225)
După ce forțele creștine implicate în cruciadele din estul Mediteranei au fost învinse, ordinul a fost nevoit să se retragă și s-a mutat, în 1211, în Țara Bârsei din sud-estul  Transilvaniei, unde a fost chemat pentru a ajuta Regatul Ungariei la apărarea graniței estice de incursiunile  cumane și să întărească poziția  bisericii catolice într-o zonă în care majoritatea populației era ortodoxă. Pentru colonizarea cavalerilor teutoni, regele Andrei al II-lea al Ungariei a emis în același an diploma de donație:
„...În numele Sfintei Treimi una și nedespărțită, Andrei, din mila Lui Dumnezeu, regele Ungariei, Dalmației, Croației, Ramei, Serbiei, Galiției și Lodomeriei, de-a pururea. Între semnele osebitoare ale măreției regale, semne cu care e împodobită amintirea vrednică de pomenire a înaintașilor noștri, cel mai de seamă și mai pilduitor e acela de a întinde o mână cât mai darnică oaspeților vrednici de laudă, a căror așezare se vede că e folositoare regatului și despre a căror rugăciune se știe că este prețuită de Dumnezeu. Așa se face că, mânați de o evlavioasă dorință, apucând pe urmele părinților noștri de cucernică pomenire și dorind, după trecerea acestei vieți, să împărtășim cu dânșii răsplata vieții veșnice, am dăruit cruciaților Ospitalieri ai ordinului Sfintei Marii, care pe vremi a fost la Ierusalim, iar acum, pentru că așa cer păcatele [noastre], este așezat la Acra, din dragoste frățească o țară numită Bârsa, în Transilvania între Cumani, deși este deșartă și nelocuită, ca să o locuiască în pace și să o stăpânească slobod pe veci, pentru ca prin conviețuirea cu ei să se întindă regatul nostru, iar prin rugăciunile lor milostenia noastră să fie adusă în fața lui Dumnezeu celui prea înalt, spre binele sufletului nostru și al părinților noștri. Afară de aceasta, le-am îngăduit ca, de se va găsi în sus-numita țară a Bârsei aur și argint, o parte să se dea visteriei, iar restul să rămână lor. Pe deasupra le-am lăsat pe deplin târgurile libere și vămile târgurilor din acel ținut și le-am dat voie să-și ridice cetăți de lemn și orașe de lemn ca să apere regatul împotriva Cumanilor. Mai hotărâm ca nici un voievod să nu aibă drept de găzduire la ei. I-am mai iertat de dinarii liberi și de pondere și le-am îngăduit să fie scutiți și liberi de plata oricărei dări. Să nu fie supuși judecății sau jurisdicțiunii nimănui altuia decât a regelui și să aibă dreptul de a-și alege dintre ei pe judecătorul ce-i va judeca. Iar noi am poruncit ca sus-zișii cruciați să fie așezați în stăpânirea  sus-pomenitei țări a Bârsei de către pristavul nostru Fecate Juna, care a înconjurat sus-numitul ținut și l-a dat lor, împrejmuindu-l cu anumite semne de hotar, după porunca voievodului Mihail. Iar primul hotar al acestui ținut începe de la întăriturile cetății Hălmeag și merge până la întăriturile cetății Ungra și de aici merge până la întăriturile lui Nicolae, pe unde curge apa ce se numește Olt și, așa urcând pe Olt, merge până acolo unde Prejmerul se varsă în Olt; iarăși merge până la izvorul aceluiași Prejmer și de la izvorul apei ce se cheamă Timiș merge până la vărsarea apei ce se numește Bârsa; apoi, de-a lungul munților Carpați ce încing același pământ, hotarul merge până la Hălmeag. Tot acest pământ, după cum îl înconjoară sus-numiții munți și râuri, se numește Bârsa. Măcar că ceea ce noi am făcut mânați de dragoste frățească nu poate fi acoperit de uitare în fața aceluia care el însuși este dragoste, totuși din prevederile pentru viitor am poruncit ca această milostenie să fie întărită cu mărturia peceții noastre.”—Dat de mâna magistrului Toma, cancelar al curții regale și prepozit de Veszprém, în anul o mie două sute unsprezece de la întruparea Domnului, când venerabilul Ioan era arhiepiscop de Strigoniu, reverendul Bertold [arhiepiscop] ales de Calocea și Pécs, Boleslav de Vác, Cathapan de Agria, Simion de Oradea, Desideriu de Cenad, Wilhelm al [episcopiei] Transilvaniei, Gothard de Zagreb, Petru de Györ, Robert de Veszprém; pe când Poth era palatin și comite de Moson, Mihail voievod, Petru comite de Bács, Jula de Bodrog, Banco de Bihor și comite curial al reginei, Marcel comite de Kewe și comite curial, Nicolae comite de Pojon, în anul al șaptelea al domniei noastre
Bula papală de aprobare a acestui transfer de suzeranitate a reprodus acest act, dar a adăugat câteva rânduri din care rezultă că terenul era deja populat la data donației de o altă populație decât cea a cavalerilor. Și arheologia confirmă preexistența unei populații locale.
Motivele de așezare a cavalerilor teutoni în Țara Bârsei includeau, printre altele, apărarea trecătorilor de incursiunile cumane, convertirea românilor la catolicism, și exploatarea minelor de aur și de argint din Transilvania.
În timpul celor 14 ani în care a stăpânit Țara Bârsei, Ordinul Cavalerilor Teutoni a construit acolo un număr de fortificații. Ordinul a ridicat cinci castele, așezate strategic, și anume Castrum Crucpurg sau Kreuzburg ("Cetatea Crucii") de la o trecătoare din est, probabil în Munții Siriu la Tabla Buții (Pasul Buzău); Castrum Mariae sau Marienburg ("Cetatea [Sf.] Maria", Feldioara); Schwarzburg ("Cetatea Neagră", Apoldu de Sus); Heldenburg ("Cetatea Eroilor", în apropiere de Heldsdorf/ Hălchiu); și cetatea din zona Rucăr, de deasupra localității Podu Dâmboviței. Ordinul a colonizat un număr însemnat de țărani și meșteșugari preponderent germani, care le asigurau hrana și produsele meșteșugărești necesare. Aceștia au fost denumiți în timp sași și s-au așezat alături de populația autohtonă, formată din români, slavi și pecenegi. Primele localități înființate sau puternic dezvoltate de nou-veniți au fost Marienburg (Feldioara), Kronstadt (Brașov), Zeiden (Codlea), Rosenau (Râșnov) și Tartlau (Prejmer).
Între timp, Ordinul Cavalerilor Teutoni a participat între 1217 ș1 1221 și la Cruciada a V-a din Egipt.
După ce au câștigat câteva lupte împotriva cumanilor care controlau regiunea vecină la sud-est de Transilvania, se pare că Ordinul Cavalerilor Teutoni a primit sau au pus stăpânire pe terenuri suplimentare, în zone necontrolate de regatul Ungaria, și chiar și un accept de a construi castele de piatră. Dar în 1225, ambițiile și activitățile militare ale cavalerilor teutoni în zonă s-au încheiat brusc.
Devenind din ce în ce mai puternic, ordinul a început să-și extindă autoritatea și dincolo de munții de graniță, construind fortificații la Tabla Buții din Pasul Buzău și la Podul Dâmboviței (la sud de pasul Bran). Către 1225, cavalerii teutoni au început să-și urmărească vizibil propriile interese și deci să se desolidarizeze de regele Ungariei, punând oficial teritoriul stăpânit de ei sub autoritatea papei. Acest lucru era favorizat de legăturile ordinului cu papalitatea (era socotit egalul Ordinului templierilor și Ordinului ospitalierilor) și în special de legăturile marelui maestru al ordinului, Hermann von Salza, cu împăratul romano-german Frederic al II-lea și cu Papa Honoriu al III-lea. Drept urmare, în 1225, regele Ungariei a dus o luptă decisivă împotriva ordinului, învingându-l, după care Ordinul Cavalerilor Teutoni a fost expulzat definitiv din Țara Bârsei. Sașii colonizați de teutoni au rămas în continuare în Țara Bârsei, sub ascultarea unui comite (conte) numit de rege.

## Novgorod
În 1242 cavalerii teutoni au invadat Republica Novgorodului (un stat desprins din Rusia Kieveană), dar au fost înfrânți lângă lacul Peipsi (Peipus sau Ciudski) și obligați să se retragă, împinși de forțele prințului Aleksandr Nevski.

## În Prusia
După expulzarea lor din Țara Bârsei (germană Burzenland), în 1226 ordinul începe campania de creștinare a prușilor păgâni, pe teritoriul cărora înființează un stat. Odată stabiliți acolo, cavalerii teutoni au organizat campanii militare împotriva vecinilor, mai precis Regatul Poloniei, Marele Ducat al Lituaniei și Republica Novgorodului. În scurt timp au devenit o forță navală în Marea Baltică.
În 1410, după lungi conflicte militare, alianța polono-lituaniană a înfrânt Ordinul Cavalerilor Teutoni, distrugându-i decisiv puterea militară în Bătălia de la Grunwald (numită și bătălia de la Tannenberg). Ordinul a intrat și în declin politic, criza lui culminând cu atacul polonezilor la Marienburg în anul 1466, iar în 1525 conducătorul ordinului, Albert de Brandenburg, a renunțat la titlu și s-a convertit la luteranism, devenind duce de Prusia.
În 1485, ordinul s-a implicat în Țara Românească în războaiele împotriva Imperiului Otoman.
Ordinul Cavalerilor Teutoni a fost desființat în 1809 de Napoleon Bonaparte. Ulterior și-a reluat activitatea, continuând să existe sub conducerea Habsburgilor. În prezent, Ordinul Cavalerilor Teutoni desfășoară activități nemilitare caritative în Europa Centrală.

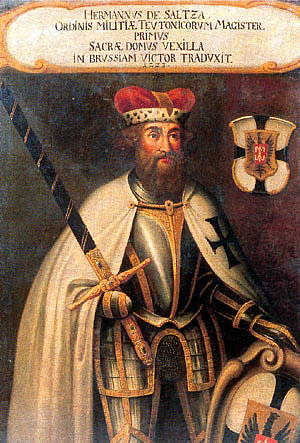
Hermann von Salza, maestru al Ordinului teutonic (1209–1239)
Invazia cavalerilor și locul bătăliei pe lacul înghețat Peipsi
Bătălia de la Grunwald de Jan Matejko (1878)
Teritoriile și granițele statului ordinului teutonic de pe țărmurile Mării Baltice între 1260 și 1410
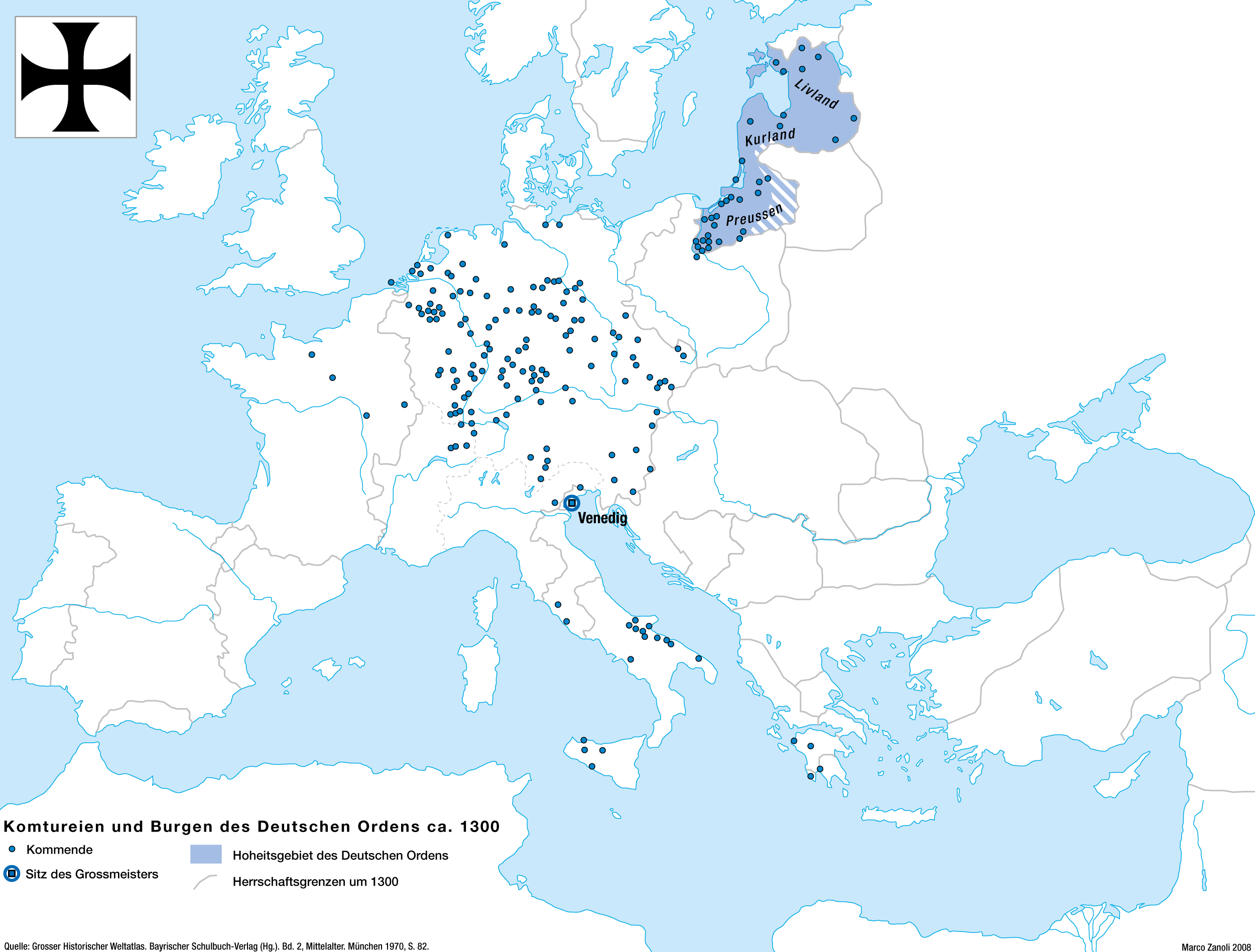
Răspândirea teritorială a ordinului cavalerilor teutoni și a comandamentelor lor militare în Europa în 1300

## Organizarea modernă
Ordinul romano-catolic a continuat să existe în diferitele teritorii guvernate de Imperiul austriac, departe de amestecul lui Napoleon Bonaparte. Începând cu 1804, Ordinul a fost condus de membri ai dinastiei habsburgice.
Prăbușirea monarhiei habsburgice și a imperiului care au controlat Austria, Tirolul italian, Boemia și Balcanii au provocat Ordinului o criză zdrobitoare. În timp ce în noua Republică austriacă, Ordinul părea să aibă o oarecare speranță de supraviețuire, în celelalte părți ale fostelor teritorii habsburgice, tendința a fost de a considera Ordinul ca ordin onorific cavaleresc al Casei de Habsburg. Consecința acestui lucru risca să fie confiscarea bunurilor Ordinului ca bunuri ale Casei de Habsburg-Lorena. Pentru a clarifica distincția, la 1923, Înaltul Maestru de atunci, feldmareșalul Eugen de Austria-Teschen, arhiducele Austriei, membru al Casei de Habsburg și comandant activ al armatei austro-ungare înaintea și pe timpul Primului Război Mondial, l-a ales pe Norbert Klein, pe vremea aceea Episcopul de Brno (Brünn), Coadjutor, apoi a demisionat, lăsându-l pe episcop ca Înalt Maestru al Ordinului. 
Ca urmare a acestei tactici, până la 1928, fostele teritorii habsburgice, acum independente, au recunoscut Ordinul ca ordin religios catolic oarecare. Ordinul însuși a introdus o regulă nouă, aprobată de Papa Pius al XI-lea la 1929, potrivit căreia conducerea Ordinului va fi, pe viitor, pe mâna unui preot al Ordinului, la fel în provinciile sale constitutive, în timp ce ramura feminină a Ordinului va avea starețe (situația lor organizatorică fiind îmbunătățită la 1936). 
Acest lucru a finalizat transformarea a ceea ce a rămas, în Biserica Catolică, din cavalerii teutoni, dintr-un ordin militar canonic într-unul pur religios catolic, redenumit acum pur și simplu "Deutscher Orden" (Ordinul german).
Începuturile promițătoare ale acestei reorganizări și transformări spirituale au suferit o lovitură severă, prin expansiunea puterii germane de sub regimul național-socialist. După anexarea Austriei de către Germania în 1938, în mod similar a ținuturile sudete din 1939, Ordinul Teutonic a fost suprimat în toată Germania Mare (Großdeutsches Reich), până la înfrângerea Germaniei la 1945. Acest lucru nu i-a împiedicat pe național-socialiști (naziști) să folosească ilustrări ale cavalerilor teutoni medievali în scop propagandistic.  
Conducerea fascistă din Italia, care de la sfârșitul Primului război mondial a absorbit Tirolul de Sud, nu a fost un cadru propice, dar după încheierea ostilităților, o Italie acum democratică a oferit condiții de normalitate. La 1947, Austria (aflată încă sub controlul Aliaților) a abolit măsurile luate împotriva Ordinului și a înapoiat bunurile confiscate. În ciuda faptului că a fost împiedicat de regimurile comuniste din Iugoslavia și din Cehoslovacia, Ordinul era acum, în general, în măsură să întreprindă activități în conformitate cu principiile de bază ale tradiției sale: îngrijirea bolnavilor, a persoanelor în vârstă, a copiilor, munca în educație, în parohii și în propriile case interne de studiu. În 1957 a fost stabilită, la Roma, o reședință pentru procuratorul-general al Ordinului la Sfântul Scaun, pentru a sluji și ca adăpost pentru pelerini. Condițiile din Cehoslovacia s-au îmbunătățit treptat și, între timp, exilul forțat al unor membri ai Ordinului a condus la restabilirea Ordinului cu unele temelii modeste, dar semnificative, din punct de vedere istoric, în Germania de Vest. Surorile ordinului, mai ales, au câștigat mai multe puncte de sprijin, inclusiv școli specializate și prin îngrijirea săracilor, iar la 1953, fosta casă a canonicilor augustinieni, "Sf. Niculae" din Passau (Bavaria), a devenit Cartierul-general al surorilor. Deși reconstrucția reprezentată de regula reformistă din 1929 a pus deoparte unele categorii, precum cavalerii, de-a lungul timpului, implicarea spontană a laicilor în apostolatele Ordinului a dus la renașterea lor într-o formă modernizată, o dezvoltare formalizată de Papa Paul al VI-lea, în 1965. 
Cu titlul oficial de „Frați ai Casei germane Sf. Maria din Ierusalim”, Ordinul e, azi, fără ambiguitate, un ordin religios catolic, chiar dacă sui generis. Diferite trăsături ale vieții și activităților sale amintesc de cele ale ordinelor monahale și mendicante. În centrul său se află preoții, care depun un jurământ religios solemn, împreună cu frații laici, care depun un jurământ perpetuu simplu. De asemenea, fac parte din Ordin surorile, cu autoguvernare internă în cadrul propriilor structuri, dar cu reprezentare în Hrisovul-general al Ordinului. Superiorul lor suprem este Înaltul Maestru al Ordinului. Aproximativ 100 de preoți catolici și 200 de călugărițe ale Ordinului sunt împărțiți în cinci provincii: Austria, Tirolul de Sud-Italia, Slovenia, Germania, Republica Cehă și Slovacia. În timp ce preoții oferă, adesea, îndrumare spirituală, călugărițele se îngrijesc, în primul rând, de bolnavi și de bătrâni. Mulți din preoți au grijă de comunitățile germanofone din afara Germaniei și a Austriei, în special în Italia și Slovenia; în acest sens, Ordinul Teutonic a revenit la rădăcinile sale din secolul al XII-lea: îngrijirea spirituală și cea fizică a nemților din țările străine. 
Există un Institut de „Familiari”, din care majoritatea sunt laici și care sunt atașați, prin legături spirituale, de Ordin, dar nu depun jurământul. „Familiarii” sunt grupați, în special, în camere din Germania, Austria, Tirolul de Sud, Roma, Republica Cehă și Slovacia, ca și în locotenența independentă a castelului belgian "Alden Biesen" (Bilzen), deși altele sunt dispersate în întreaga lume. În general, există în ultimii ani aproximativ 700 de astfel de camere.
Până la sfârșitul secolului al XX-lea, acest Ordin religios s-a dezvoltat într-o organizație caritabilă și a înființat numeroase clinici, dar și a sponsorizat săpături și proiecte turistice în Israel. 
Sediul actual al conducerii este la Biserica Ordinului German („Deutschordenskirche”) din Viena. Lângă Catedrala "Sf. Ștefan" (Stephansdom) din capitala austriacă se află Trezoreria Ordinului Teutonic, care este deschisă publicului, și arhiva centrală a ordinului. Încă din 1996 există și un muzeu dedicat Cavalerilor Teutoni, la fostul lor castel din Bad Mergentheim (Baden-Württemberg), care a fost sediul Înaltului Maestru în perioada 1525-1809.